# Альмарас-и-Сантос, Энрике
Энрике Альмарас-и-Сантос (исп. Enrique Almaraz y Santos; 22 сентября 1847, Ла-Вельес, Испания — 22 января 1922, Мадрид, Испания) — испанский кардинал. Епископ Паленсии с 19 января 1893 по 18 апреля 1907. Архиепископ Севильи с 18 апреля 1907 по 14 декабря 1920. Архиепископ Толедо и примас Испании с 16 декабря 1920 по 22 января 1922. Кардинал-священник с 27 ноября 1911, с титулом церкви Сан-Пьетро-ин-Монторио с 2 декабря 1912.